# Rongyos Gárda

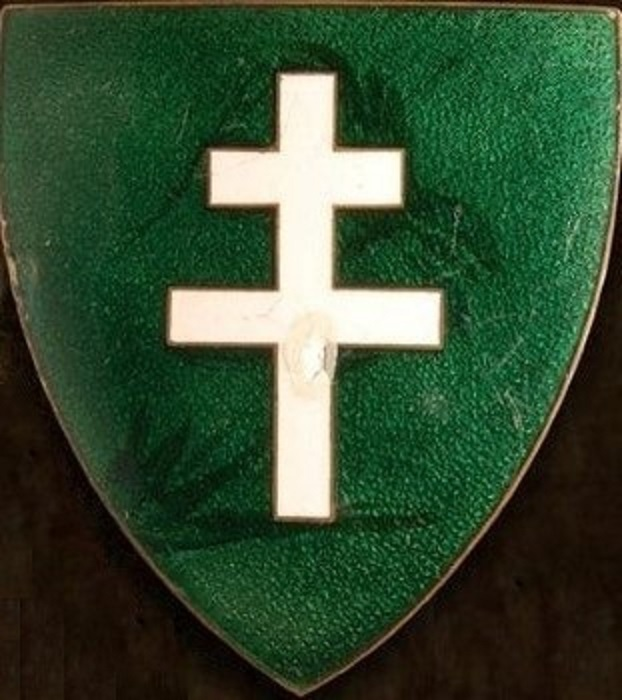
A Rongyos Gárda jelvénye

A Rongyos Gárda 1919. április 18-án alakult meg az első világháborút megjárt tisztekből és katonákból, szegény napszámosokból, illetve a Székely Hadosztály maradványaiból Prónay Pál vezetésével.

## Története

### A Rongyos Gárda szerepe a fehérterrorban

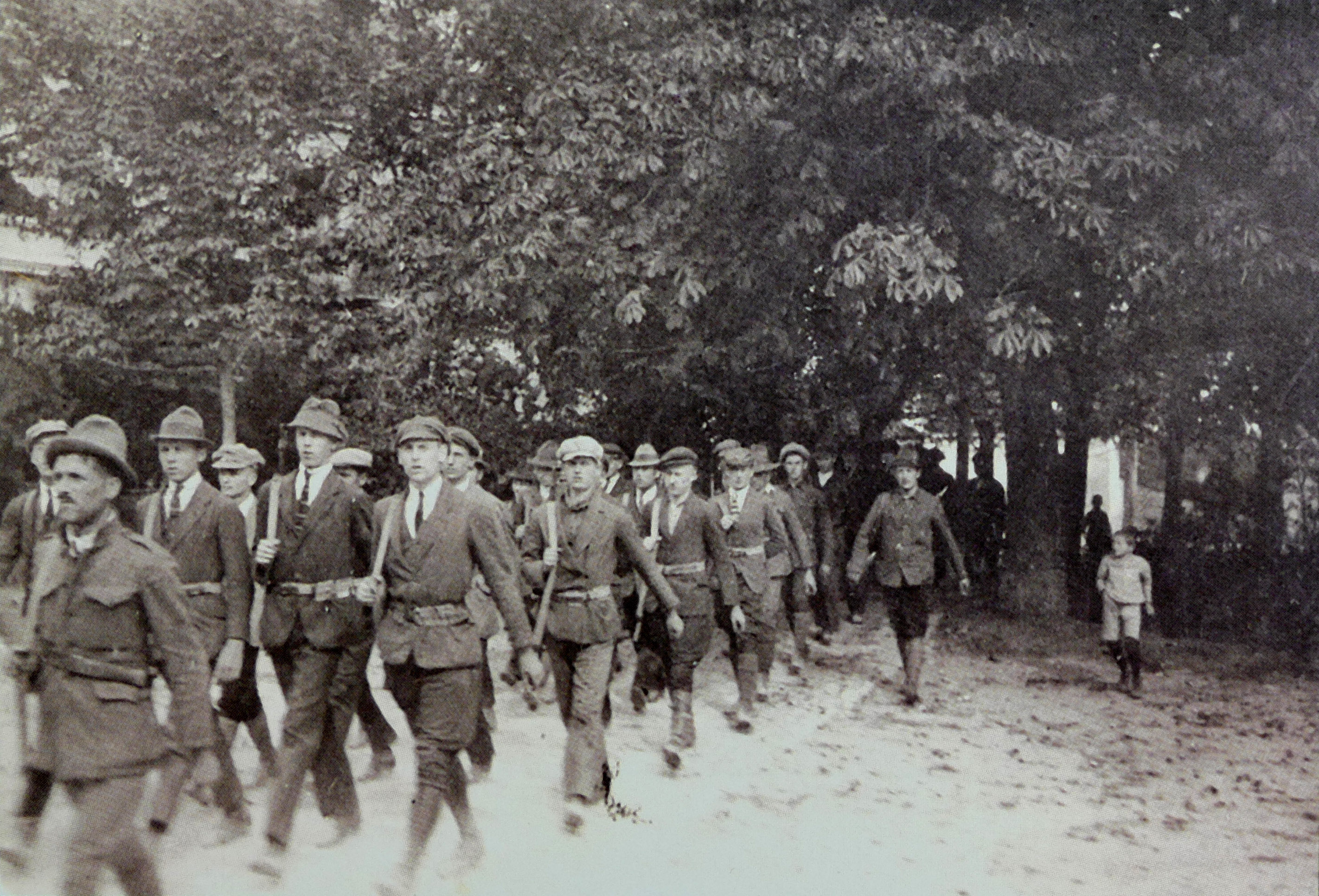
A Kismartonba bemasírozó rongyosok hadoszlopa

Az önszerveződő (irreguláris) fegyveres csoport célja a magyarországi Tanácsköztársaság ideje alatt a kommunistákkal szembeni ellenállás volt, majd annak bukása után tevékenyen vettek részt a fehérterrorban.

A százhatvan fős szabadcsapatot 1919 augusztusának végén állítólag a helyi nagybirtokos, Széchenyi Andor Pál hívta „rendteremtés végett” Marcaliba. Prónay a helyi ügyésztől annak tiltakozásával nem törődve, önkénnyel átvette a belügyminiszteri távirat alapján korábban letartóztatott személyeket, akik „vezető jellegű politikai tevékenységet fejtettek ki”, többek között Simon József káplánt és Zsirka Kovács József párttitkárt.
Prónay: Jövetelemkor már kb. harmincan ültek a szolgabírói börtönben, vagy tizenöt zsidó főbűnöst, azonkívül egy katolikus papot maga Tóth szolgabíró jelölt meg, mint olyanokat, akik az akasztófára érettek. «Továbbá:» A pap érdekében jártak nálam többen, sőt még az esperes maga kért kegyelmet kollégája részére. De nem érdemelte meg, tehát nem is adtam meg.»
A Simon káplán érdekében közbenjáró volt helyi plébános, Rumi István felkereste a Széchenyi-kastélyban megszállt Prónayt, de válaszul csak annyit kapott, hogy „a papok és tanítók számára nincs kegyelem, azok tudták, mit cselekszenek”. Augusztus 28-án a Prónay-különítmény tagjai Simont és társait halálra kínozták.
Simon kínzását és 1919. augusztus 28-ról 29-re virradó éjjel történt halálát illetően eltérnek a visszaemlékezések, azonban ha az egymásnak ellentmondó közléseknek csak a töredéke igaz, akkor is finomkodás bestiálisnak nevezni, amit a káplánnal tettek. Társaival együtt meztelenre vetkőztették, puskatussal ütötték és mogyoróhusánggal kétszázat vertek rá («A hús cafatokba lógott róluk, a harmadik cséplésnél már jajgatni sem tudtak»), majd Salm Hermann főhadnagy a hajánál fogva rángatta és verte a földhöz a fejét («Arcát úgy összeverték, hogy nem tudtuk felismerni»), az ujjait kalapáccsal törte össze, fogait kiverte, nyelvét megszakította, szemeit kiszúrta, fejbőrét lenyúzta, az áldásosztó ujjait lemetszette, majd felakasztotta. Utolsó szavait illetően is különböznek a visszaemlékezések: egyesek szerint az életéért könyörgött («Uraim, bocsássanak meg, ha vétettem, a kedves szüléimet nézzék, hagyják meg az életemet!»), mások szerint imádkozott («Édes Szűzanyám, segíts már meg!»). A Széchenyi-uradalom kukoricásában lévő tömegsírt állítólag egy kutya találta meg; a káplán unokatestvérének visszaemlékezése szerint «tizenketten voltak három koporsóban».
Simon emlékezetének fennmaradásához hozzájárult Hamburger Jenő 1930-ban moszkvai emigrációban írt és később széles körben ismertté vált Latinka-ballada c. költeménye; a szintén a Prónay-különítmény által szeptember 16-án éjjel meggyilkolt Latinca Sándor és társainak emléket állító költemény név szerint említi („«Állj elő, hát Szalma János, / te is Farkas komisszáros.» / – Szól a báró Prónay – / «Mehettek már Marcaliba / Simon paphó’ meggyónni!»”).

### Lajtabánság

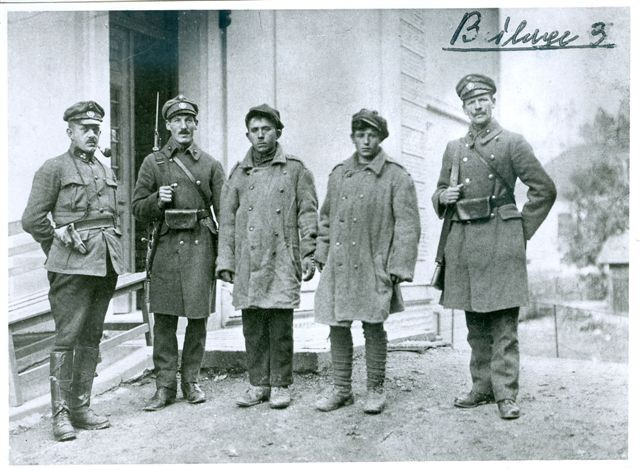
Az osztrák csendőrség által Burgenlandban elfogott két rongyos.

A trianoni békeszerződésben Magyarországtól elvett Sopron környéke megtartása volt, de más elfoglalt területeket is vissza akart szerezni Magyarország számára. Megakadályozták az osztrák reguláris hadsereget a vidék elfoglalásában, sőt az Őrvidék, a ma Ausztriához csatolt Burgenland, területét visszafoglalták, ahol kikiáltották a Lajtabánságot. Ez vezetett az 1921. december 14-16. közötti soproni népszavazás megtartásához.
A felkeléshez mintegy száz bosnyák és albán muszlim önkéntes is csatlakozott, Durics Hilmi Huszein vezetése alatt. Egy Ahmet nevű katona el is esett az osztrákokkal vívott harcokban, így a nyugat-magyarországi felkelés mártírja lett.
A felkelők emellett radikális nézeteket vallottak, Szabó József százados irataiból kitűnik, hogy még a félterrorista módszerektől sem riadtak vissza. Ezt elsősorban azon helybeli horvátok ellen, akik szimpátiát tanúsítottak Jugoszlávia felé.
A korabeli osztrák sajtóban fegyveres rablóbandaként tüntették fel őket és a lakosság kirablásával vádolták rendszeresen a gárdát őrvidéki és osztrák oldalon. Ez annyiban igaz, hogy a gárda nem egy tagja valóban fosztogatta a vidéket, de a gárda maga nem rablás és fosztogatás céljából működött. Egyes fegyelmezetlen rongyosok, mint pl. az Alföldről jövő, aluliskolázott, nem katonaviselt és szegény fiatalemberek, valamint a balkáni önkéntesek több ízben fogtak bele saját zsebre történő rablásokba. Másoknak viszont kényszerből kellett elvenniük létfontosságú dolgokat (élelmiszert, ruhát, igásállatot) a helyiektől, mivel a felkelés utánpótlása rossz és lassú volt. Az öncélú rablások ellen a felkelőparancsnokságok igyekeztek fellépni, mivel a felkelés számára elengedhetetlenül fontos volt a lakosság támogatása. Történtek ezen ügyekben felelősségre vonások is, de nem vizsgáltak ki minden esetet és a rablásoknak egyszer sem tudták a parancsnokok elejét venni. Emiatt sok helyi lakos, akik ellenezték ugyan az Ausztriához való csatlakozást, de igen bizalmatlanok voltak a rongyosokkal szemben.

### A Rongyos Gárda tevékenysége Kárpátalján

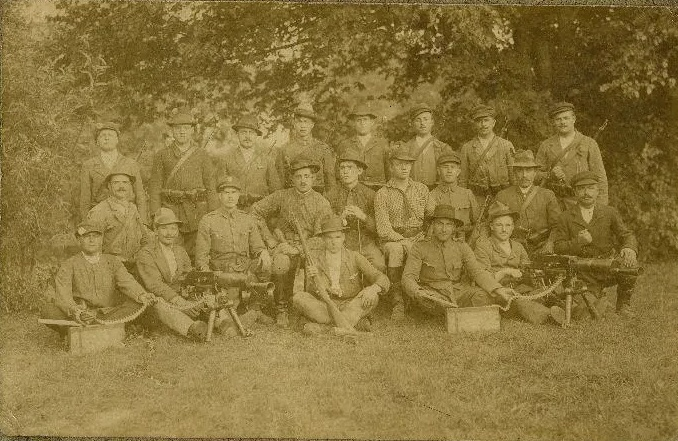
Rongyos Gárda-rohamosztag 1921. szeptemberében

1938-ban az első bécsi döntést megelőzően a Rongyos Gárda újjászerveződött. Október első napjaiban mintegy ezer „rongyos” önkéntes szivárgott át a csehszlovák határon, hogy nyomást gyakoroljanak a csehszlovák kormányra és a nemzetközi közvéleményre. A gárdisták telefon- és távírókábelek elvágásával, katonai alakulatok elleni gerillaakciókkal keltettek zavart az ellenség köreiben, majd észak felé vonultak, és a baráti Lengyelországba mentek át. A gyengén fölfegyverkezett Rongyos Gárda tagjai 1939. január 6-án Munkácson, a helyi lakosság és a rendőrség támogatásával visszaverték a Kárpátalján állomásozó csehszlovák haderő páncélosok fedezésével indított támadását.
Az 1939–40 telén Finnország ellen folytatott szovjet téli háborúban a finnek oldalán fellépő magyar önkéntesek jelentős része a Gárda egykori tagja volt. A finn közvéleményre rendkívül jó benyomást tett a magyar alakulat, bár a kiutazás hosszadalmassága miatt tényleges harci cselekményekben már nem vehettek részt.
A Gárda tagjai közül (bosnyákok és magyarok) sokan küzdöttek 1944 körül Lengyelországban az úgynevezett Honi Hadsereg oldalán a német nácik ellen. Ezt interpellációban egy nyilas magyar országgyűlési képviselő jelezte felháborodva a Kormányzónak.
A gárda létszáma az őrvidéki felkelés idején csupán pár száz fő volt, amely bár a rendőri egységeket meghátrálásra kényszerítette, nagyobb reguláris erőnek egyszerű partizánharccal nem tudott volna ellenállni. Ausztriában új hadsereg szerveződött, miként a kisantantállamokban, ezért lett az Őrvidék a Gárda célpontja. A tanácsköztársaság ellen szerveződő antikommunista szervezetek és az ellenforradalmi kormányok támogatói közül sokan tagjai lettek a későbbi Rongyos Gárdának.

## Jelentősebb tagjai
| - Egyedy Balázs Dénes - Endresz György - Éhn István - Francia Kiss Mihály - ifj. Füvessy Imre |  | - Füvessy Gyula - Gebhardt Pál - Gyulai Molnár Ferenc - Héjjas Iván - Kaszala Károly |  | - Kémeri Nagy Imre - Kozma Miklós - Maderspach Viktor - Pehm Ferenc - Prónay Pál |  | - Székely Elemér - Taby Árpád - Vannay László - Durics Hilmi Huszein |

## Jelentősebb összecsapások
- 1921. augusztus 28. Első ágfalvi összecsapás
- 1921. szeptember 8. Második ágfalvi összecsapás